# Rodion Osljabja
Rodion Osljabja (in russo Родион Ослябя? (fl. XIV secolo) è stato un monaco cristiano russo del Monastero della Trinità di San Sergio, reso celebre dalle sua azioni nella battaglia di Kulikovo. Secondo lo studioso russo Oleg Trubachyov, il soprannome Osljabja era un ipocoristico per asino. Il suo nome da cristiano varia da fonte, oltre a Rodion viene citato anche come Roman, Andrian e Andrey.
La maggior parte dei dettagli sulla sua vita col tempo sono diventati leggendari. Secondo una fonte XV secolo, non era un monaco bensì un boiardo. Combatté nella battaglia del fiume Pyana col grado di tysyachnik (a cui era assegnato il comando di mille cavalieri), sopravvivendo alla sconfitta. Secondo l'agiografia, Osljabja prese i voti appena prima battaglia di Kulikovo. Suo parente, per altre fonti addirittura il fratello, era il monaco Aleksandr Peresvet, che anch'esso prese parte alla battaglia di Kulikovo perdendo la vita durante i combattimenti. Secondo altri la relazione di parentela tra i due è invece solo frutto della tradizione agiografica successiva.
Viene riportato dalla tradizione ufficiale che Osljabja, assieme al figlio Yakov, sopravvisse alla battaglia e, secondo altre fonti, partecipò ad una missione diplomatica alla corte dell'imperatore bizantino nel 1398. Secondo altre fonti è invece perito in battaglia.
Le spoglie di Osljabja, assieme a quelle di Peresvet, sono conservate nella chiesa del monastero Simonov a Mosca. In sua memoria nel 1898 fu varata la Osljabja, nave da battaglia classe Peresvet che affondò durante la battaglia di Tsushima.